# Преемственность от Киевской Руси
Киевская Русь — государство восточных славян — возникло во 2-й половине IX века и окончательно распалось в результате монгольского нашествия (1237-41). К этому времени уже сформировались, в том числе, Галицко-Волынское княжество, находившееся на территории современной Украины и юга Белоруссии, Новгородская республика на севере бывшей Киевской Руси, и Владимирское, позднее Московское княжество на северо-востоке бывшей Руси, которое является историческим ядром России. Религия, литература, искусство, законодательство, письменный язык и правящая династия Московского княжества берут начало в Киеве. Однако, путешествовавшие из русских Москвы и Санкт-Петербурга замечали, что жители Киева говорили на другом языке, их песни, народная культура и этничность отличались.
Преемственность от Киевской Руси является предметом дискуссии между российским и украинским историческими нарративами. Российская интерпретация утверждает, что Киевская Русь была предком России, и представляет включение Киева и левобережья Украины в состав предшествующего Российской империи Московского государства в XVII веке воссоединением. Украинская версия видит Киевскую Русь как протоукраинское государство, а подчинение Украины России рассматривается как нарушение договора, заключенного в 1654 году. Это приводит к серьезным разногласиям между российским и украинским национальными мифами о происхождении.

## Московская и польско-литовская концепции

### Московская
В 1154—1155 годах Андрей Боголюбский участвовал в успешной кампании своего отца по захвату Киева. После успешной кампании Долгорукий дарует Боголюбскому Вышгород, в котором Боголюбский был в ряду наследников на Киев. Киевский престол не интересовал Боголюбского. Он без отцовского разрешения изымает икону Божией Матери из вышгородского монастыря и переселяется из Вышгорода во Владимир. Во время жизни или вскоре после смерти Боголюбского составляется «Сказание о чудесах Владимирской иконы Божией Матери», где излагается версия о судьбе иконы, согласно которой Киевская земля с утратой иконы теряет и христианскую священность, которая из Киева вместе с иконой переносится в земли Ростова-Суздаля, и затем во Владимир. Ростово-Суздальская земля и Владимир становились наследниками Киева, Киев же становился незначимым. Период нахождения иконы в Киеве, включая историю о ее (незаконном) переносе, был включен в московскую риторику о преемственности от Киева много позже, когда в начале 1560-х годов была составлена Степенная книга.
В целом, древнерусская столица Киев на протяжении XIV—XVI веков имела в Московской Руси сакральное значение. Митрополиты Киевской митрополии после переноса резиденции из Киева во Владимир митрополитом Максимом и из Владимира в Москву митрополитом Петром продолжали себя называть «Киевскими и всея Руси» вплоть до 1458 года, вычеркнув упоминание о Киеве из-за раздела метрополии, вызванного Ферраро-Флорентийским собором 1438—1445 годов.
Московский князь Иван III, один из многочисленных потомков киевских князей, объявил себя единственным законным наследником Киевского престола. Он победил Новгородскую республику и присоединил ее к Московскому княжеству. Претензия Ивана III на «единственное законное наследие киевских князей» получила весомое подкрепление в виде территориального завоевания.
Иван Грозный продолжил традицию претензий на киевское наследие, расширив её, утверждая себя наследником римского императора Августа, так как, по его утверждениям, киевские князья генеалогически происходили от византийских императоров и их древнеримских предков.

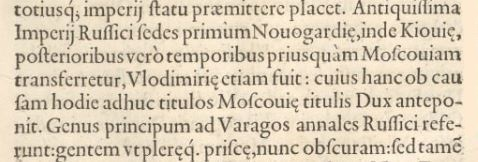
«Древнейший престол Русского государства сперва находился в Новгороде, потом в Киеве, в последующие же времена престол, прежде чем перенесен был в Москву, был во Владимире». Рейнгольд Гейденштейн, 1584

Москвоцентричная версия преемственности Древней Руси не была исключительно российской. Она встречается и у европейских историков, в том числе, происходивших из конкурирующих держав. К примеру, польский дипломат, юрист и историк Рейнгольд Гейденштейн писал в 1584 году, что «Древнейший престол Русского государства сперва находился в Новгороде, потом в Киеве, в последующие же времена престол, прежде чем перенесен был в Москву, был во Владимире». Историк XVII века Франсуа де Мезере писал, что до Генриха I Французского «дошла слава о прелестях принцессы, а именно Анны, дочери Георгия, короля Руссии, ныне Московии».
В XIX веке историки Российской империи утверждали, что «собирание земель русских», раздробленных после монгольского нашествия, московскими князьями, и затем царями, было ключевой особенностью российского исторического процесса. Согласно их интерпретации, основанной на тезисе о киевских корнях России, процесс «собирания» должен был завершиться в победном воссоединении всех земель Руси в российском государстве, «едином и неделимом». Наиболее важным в процессе объединения для имперских историков было установление в середине XVII века контроля над востоком Украины.
Критика
Историки Восточной Европы Эндрю Вильсон и Сергей Плохий называют тезис об историческом происхождении России от Киевской Руси мифом. Первый возводит появление традиции заявлений московских правителей на единонаследие ещё к Боголюбскому, который присвоил вышгородскую икону Божией Матери и перенёс ее во Владимир, и к московскому князю Симеону, пытавшемуся контролировать всю церковь Руси, а второй говорит о его зарождении в середине и укоренении в высшем классе Московского государства в конце XV века, и что он стал основой его завоевательной политики. В то же время Елена Русина прослеживает сакрализацию Киева в Московской Руси и в более ранний период.
Канадский историк украинского происхождения Сергей Плохий утверждает, что в результате Смутного времени Русское государство отдалилось от населения земель Украины и Белоруссии политически и религиозно. Москва видела киевлян как «испортившихся», принявших власть католиков и открытых Западу. Московские люди после военных поражений и во время внутренних распрей больше не были одержимы Киевом и историческими оправданиями для своих завоеваний, но ненадолго.

### Польско-литовская
В ответ на общерусские претензии Ивана III в королевстве Польша и Великом княжестве Литовском была создана концепция, противопоставлявшая Русь Московии, тем самым не просто оспаривая исключительное право московских правителей на земли Киевской Руси, на котором последние настаивали, но и вовсе исключая их из числа претендентов.
Украинский историк начала XX века Грушевский М. С. выдвинул теорию о том, что Киевская держава была создана украино-руськой народностью, Владимиро-Московская держава — другой, великорусской, а преемники Киевской державы — Галицко-Волынское княжество и далее Украина.
Критика
В частности, Храпачевский Р. П. отмечал, что польско-литовские авторы, вынося владения Москвы за рамки Руси в политическом смысле, тем не менее не делают это в географическом и этническом смыслах.

### Критика обеих концепций
В частности, в советской историографии считалось, что за время существования Киевской Руси возникла древнерусская народность, ставшая впоследствии основой для формирования трёх «братских народностей» — русской, украинской и белорусской, без дальнейшей расстановки каких-либо приоритетов.

## Полоцк и Литва
В западной историографии существует мнение, что на Руси было две скандинавские династии — Рюриковичи и Рогволодовичи, а Полоцкое княжество возникло вне зависимости от Киевской Руси и лишь периодически в X—XII веках контролировалось ей.